# 다카하시 도시키
다카하시 도시키(일본어: 髙橋 利樹, 1998년 1월 20일 ~ )은 일본의 축구 선수로 포지션은 공격수이며 현재 J1리그 우라와 레드 다이아몬즈 소속이다.

## 구단 경력
그는 2020년 J3리그의 로아소 구마모토에 입단했다. 2021년 J3리그 우승으로 J2리그로 승격했다. 2022년까지 95경기에 출전하여, 31득점을 넣었다. 2023년 J1리그의 우라와 레즈로 이적했다. 2023년에 J리그컵 준우승. 2024년 3월 J2리그의 요코하마 FC로 임대 이적했다. 2024년 J2리그 준우승으로 J1리그로 승격했다. 2025년 우라와 레즈로 복귀했다.